# Aristone (padre di Platone)
Aristone (in greco antico: Ἀρίστων?, Aristōn; Atene, ... – 424 a.C.) è stato un nobile greco antico vissuto intorno al V secolo a.C.

## Biografia
Di lui si conosce ben poco: figlio di Aristocle, di nobili origini, era discendente di Codro, l'ultimo re di Atene (e, secondo la mitologia, discendente di Poseidone). Si sposò con Perictione e dal loro matrimonio nacquero Platone, Adimanto e Glaucone (Platone introdusse i suoi fratelli nei dialoghi della Repubblica), e una figlia di nome Potone, da cui nacque Speusippo, che sarà successore di Platone nella guida dell'Accademia.